# Kabinett Janša III
Das Kabinett Janša III war die 14. slowenische Regierung und wurde nach dem Rücktritt des Ministerpräsidenten der 13. Regierung Marjan Šarec im Januar 2020 gebildet. Janez Janša von der Slowenischen Demokratischen Partei ist der neue Ministerpräsident. Die Regierung wurde am 13. März 2020 inmitten des Ausbruchs des Coronavirus vom Parlament bestätigt. Ursprünglich wurde die Regierung neben der SDS von der Pensionistenpartei DeSUS, der liberalen SMC und der christdemokratischen NSi mitgetragen.
Im Dezember 2020 verließ DeSUS die Koalition. Daraufhin fand sich eine neue Mehrheit mit den Stimmen von SDS, SMC, NSi, SNS, der Minderheitenvertreter und eines ausscherenden DeSUS-Abgeordneten.

## Kabinettsmitglieder
| Amt                                                                                          | Amtsinhaber           | Amtszeit              | Partei     |
| -------------------------------------------------------------------------------------------- | --------------------- | --------------------- | ---------- |
| Ministerpräsident                                                                            | Janez Janša           | seit 13. März 2020    | SDS        |
| Stellvertretender Ministerpräsident Minister für wirtschaftliche Entwicklung und Technologie | Zdravko Počivalšek    | seit 13. März 2020    | SMC        |
| Stellvertretender Ministerpräsident Verteidigungsminister                                    | Matej Tonin           | seit 13. März 2020    | NSi        |
| Minister für Land- und Forstwirtschaft und Ernährung                                         | Jože Podgoršek        | seit 15. Oktober 2020 | DeSUS      |
| Ministerin für Bildung, Wissenschaft und Sport                                               | Simona Kustec Lipicer | seit 13. März 2020    | SMC        |
| Minister für Arbeit, Familie, Soziales und Chancengleichheit                                 | Janez Cigler Kralj    | seit 13. März 2020    | NSi        |
| Minister für Infrastruktur                                                                   | Jernej Vrtovec        | seit 13. März 2020    | NSi        |
| Innenminister                                                                                | Aleš Hojs             | seit 13. März 2020    | SDS        |
| Minister für Umwelt und Raumplanung                                                          | Andrej Vizjak         | seit 13. März 2020    | SDS        |
| Finanzminister                                                                               | Andrej Šircelj        | seit 13. März 2020    | SDS        |
| Kulturminister                                                                               | Vasko Simoniti        | seit 13. März 2020    | SDS        |
| Gesundheitsminister                                                                          | Janez Poklukar        | seit 23. Februar 2021 | unabhängig |
| Minister für öffentliche Verwaltung                                                          | Boštjan Koritnik      | seit 13. März 2020    | SMC        |
| Außenminister                                                                                | Anže Logar            | seit 13. März 2020    | SDS        |
| Justizminister                                                                               | Marjan Dikaučič       | seit 15. Juni 2021    | SMC        |
| Minister ohne Geschäftsbereich für Entwicklungs- und EU-Kohäsionspolitik                     | Zvone Černač          | seit 13. März 2020    | SDS        |
| Ministerin ohne Geschäftsbereich für die slowenische Diaspora                                | Helena Jaklitsch      | seit 13. März 2020    | SDS        |

Am 27. Mai 2021 trat Justizministerin Lilijana Kozlovič (SMC) zurück, nachdem die Regierung die Nominierung von zwei durch Slowenien delegierten Staatsanwälten für die Europäische Staatsanwaltschaft (EPPO) annulliert hatte. Als ihr Nachfolger wurde Mitte Juni Marjan Dikaučič vereidigt.